# Manfred Weisensee
Manfred Weisensee (* 1959 in Friedberg) ist ein deutscher Geodät, Hochschullehrer und seit September 2015 Präsident der Jade Hochschule in Niedersachsen.

## Leben
Weisensee studierte Geodäsie an der TU Berlin und der TU Darmstadt. Ab 1985 war er wissenschaftlicher Mitarbeiter am Institut für Photogrammetrie und Kartographie der TU Darmstadt, wo er 1992 mit Auszeichnung zum Dr.-Ing. promoviert wurde. Anschließend arbeitete er bis 1997 dort und am Fraunhofer-Institut für Graphische Datenverarbeitung.
1997 wurde Weisensee zum Professor für Kartographie und Geoinformatik an die Fachhochschule Oldenburg berufen. Von 1999 bis 2001 war er Dekan des Fachbereichs Vermessungswesen und ab 2005 Vizepräsident der Fachhochschule Oldenburg/Ostfriesland/Wilhelmshaven (bis 2009) bzw. deren Nachfolgeinstitution, der Jade Hochschule. Dabei war er für verschiedene Ressorts verantwortlich, zuletzt für Gleichstellung, Weiterbildung sowie Forschung und Transfer. Am 1. September 2015 trat Weisensee das Amt des Präsidenten der Jade Hochschule an.

## Weitere Aktivitäten
Manfred Weisensee war von 2011 bis 2019 Präsident der Deutschen Gesellschaft für Kartographie e.V. DGfK – Gesellschaft für Kartographie und Geomatik. Von 1999 bis 2018 war Weisensee wissenschaftlicher Berater des VDVmagazins, der Zeitschrift des Verbandes Deutscher Vermessungsingenieure (VDV).

## Ehrungen
- 1994 Preis von der Ernst-Ludwigs-Hochschulgesellschaft der TU Darmstadt für hervorragende wissenschaftliche Leistungen
- 2019 Goldenes Lot des VDV[6]